# Doddiana
Doddiana är ett släkte av fjärilar. Doddiana ingår i familjen mott.
Kladogram enligt Catalogue of Life:
| Doddiana | \| \| Doddiana analamalis \| \| \| \| \| \| Doddiana callizona \| \| \| \| |
|          | \| \| Doddiana analamalis \| \| \| \| \| \| Doddiana callizona \| \| \| \| |
|          | Doddiana analamalis                                                        |
|          |                                                                            |
|          | Doddiana callizona                                                         |
|          |                                                                            |